# Hans F. Haefele
Hans Frieder Haefele (* 5. Juni 1925 in Zürich; † 1. Oktober 1997 in Zürich) war ein Schweizer Historiker und mittellateinischer Philologe.
Hans F. Haefele wurde 1954 an der Universität Zürich über den Begriff der fortuna in der Vita Heinrici IV. imperatoris promoviert. Anschließend folgte ein Studienaufenthalt in Paris. Im Jahr 1954 ging er nach München. Haefele erarbeitete als Mitarbeiter der Monumenta Germaniae Historica (MGH) die kritische Edition Notkers des Stammlers Taten Kaiser Karls des Großen mit welcher er sich 1957 in Zürich habilitierte. 1963 erfolgten Berufungen an die Freie Universität Berlin und zugleich an die Universität Zürich. Haefele entschied sich für Zürich und lehrte dort zunächst als Extraordinarius und von 1973 bis 1992 als ordentlicher Professor für Lateinische Philologie des Mittelalters. Er war seit 1978 korrespondierendes Mitglied der Zentraldirektion der MGH. Haefele widmete sich jahrzehntelang der kritischen Edition der sanktgallischen Klostergeschichte Ekkehards IV.

## Schriften
Monografien
- Fortuna Heinrici IV. imperatoris. Untersuchungen zur Lebensbeschreibung des dritten Saliers (= Veröffentlichungen des Instituts für Österreichische Geschichtsforschung. Bd. 15). Böhlau, Graz 1954 (Zugleich: Zürich, Universität, Dissertation, 1954).

Herausgeberschaften und Editionen
- Casus Sancti Galli (= Ausgewählte Quellen zur deutschen Geschichte des Mittelalters. Freiherr vom Stein-Gedächtnisausgabe. Bd. 10). Wissenschaftliche Buchgesellschaft, Darmstadt 1980, ISBN 3-534-01417-0.
- Taten Kaiser Karls des Großen (= MGH Scriptores rerum Germanicarum. Nova series. Bd. 12). Weidmann, Berlin 1959. online